# Conta
Conta — рід риб родини Erethistidae або Sisoridae ряду сомоподібних. Має 2 види. Назва походить від бенгальського слова kuta kanti, яким позначають місцеву рибу.

## Опис
Загальна довжина представників цього роду коливається від 4,9 до 7,8 см. Очі маленькі. Верхня губа має сосочки. Щелепи наділені щіткоподібним пристроєм, завдяки якою перетирає здобич. Зяброві отвори надзвичайно вузькі. Тулуб стрункий. Спинний плавець помірно високий. Жорсткий промінь спинного плавця у передній частині зазубрений. Грудні плавці довгі. На грудній клітині присутні дуже довгий і вузький клейковий апарат. Анальний плавець має 9-10 м'яких променів. Хвостовий плавець витягнутий, розрізаний. Види різняться за довжиною та шириною кінчиків хвостового плавця.
Забарвлення коричнювате, сіро-синювате.

## Спосіб життя
Є демерсальними рибами. Воліють до прісних водойм. Зустрічаються у швидких річках, що протікають у підвалини гір. Живляться дрібними безхребетними.

## Розповсюдження
Поширені у водоймах Східної Індії та Бангладеш.

## Види
- Conta conta
- Conta pectinata